# Georgios Papadopoulos
Đại tá Georgios Papadopoulos (5 tháng 5 năm 1919 - 27 tháng 6 năm 1999) là lãnh đạo cuộc đảo chính quân sự tại Hy Lạp vào ngày 21 tháng 4 năm 1967 và là người đứng đầu Chính phủ kiểm soát nước này từ năm 1967 đến năm 1974